# Xylocopinae
Sous-famille
Les Xylocopinae forment une sous-famille d'hyménoptères apidés d'espèces diverses dont certaines sont solitaires et d'autres sociales.

## Taxons subordonnés
Selon ITIS (23 mars 2014), les Xylocopinae sont répartis en plusieurs tribus :
- Allodapini
- Ceratinini
- Manueliini
- Xylocopini